# Утакмице фудбалске репрезентације Мађарске 1929.
| Домаћин · 1929 | Гост · 1929 |

Фудбалска репрезентација Мађарске је током 1929. године одиграла пет утакмица, где је завршила са 2 победе, 2 ремија и 1 поразом. Два сусрета су била плеј-оф за Куп Европе. Њихов биланс је био 1 победа и 1 реми.
Савезни селектори националног тима су били:
- Јанош Фелдеши
- Иштван Тот Потја

## Утакмице
| Француска                          | 3 : 0 (3 : 0) | Мађарска |
| ---------------------------------- | ------------- | -------- |
| Банид 24’ · Николас 25’ · Лиеб 34’ | Извештај      |          |

| Швајцарска                                         | 4 : 5 (2 : 1) | Мађарска                                                |
| -------------------------------------------------- | ------------- | ------------------------------------------------------- |
| Вајлер I 2’ · Абеглен III 26’ 66’ · Абеглен II 78’ | Извештај      | Видмар 8’ (аг) · Такач 51’ 76’ · Толди 56’ · Хирцер 73’ |

| Аустрија               | 2 : 2 (1 : 1) | Мађарска      |
| ---------------------- | ------------- | ------------- |
| Зигл 25’ · Веселик 82’ | Извештај      | Такач 15’ 89’ |

| [[Фудбалска репрезентација Чехословачке {{{altlink2}}}\|Чехословачка]] | 1 : 1 (1 : 0) | Мађарска   |
| ---------------------------------------------------------------------- | ------------- | ---------- |
| Ф. Свобода 4’                                                          | Извештај      | Калмар 89’ |

| Мађарска             | 2 : 1 (1 : 0) | Аустрија  |
| -------------------- | ------------- | --------- |
| Такач 11’ · Авар 52’ | Извештај      | Клима 82’ |

Састав репрезентације Мађарске на 135. утакмици
Иштван Бенеда, Карољ Фогл, Ђула Дудаш, Ференц Боршањи, Мартон Букови, Елемер Беркеши, Алберт Штрек, Јожеф Такач, Јене Калмар, Ференц Хиреш (Хирцер), Пал Титкош
- Селектор: Иштван Тот[2]

Састав репрезентације Мађарске на 136. утакмици
Јожеф Денеш, Карољ Фогл, Реже Емеди, Ференц Боршањи, Габор Компоти Клебер, Лајош Корањи, Алберт Штрек, Јожеф Такач, Јожеф Тураи, Геза Толди, Ференц Хиреш (Хирцер)
- Селектор: Јанош Фелдеши[3]

Састав репрезентације Мађарске на 137. утакмици
Ференц Вајнхардт, Ђула Манди, Мориц Прем, Габор Компоти Клебер, Јене Калмар, Лајош Корањи, Имре Маркош, Јожеф Такач, Јожеф Тураи, Ференц Хиреш (Хирцер), Пал Титкош
- Селектор: Јанош Фелдеши[4]

Састав репрезентације Мађарске на 138. утакмици
Јанош Акнаи, Ђула Манди, Јожеф Фогл III, Ференц Боршањи, Јене Калмар, Лајиш Корањи, Имре Маркош, Јожеф Такач, Јожеф Тураи, Геза Толди, Ференц Хиреш (Хирцер)  
- Селектор: Јанош Фелдеши[5]

Састав репрезентације Мађарске на 139. утакмици
Јанош Акнаи, Ђула Манди, Јожеф Фогл III, Ференц Боршањи, Јене Калмар, Габор Обиц, Имре Маркош, Јожеф Такач, Иштван Авар, Ференц Хиреш (Хирцер), Пал Титкош
- Селектор: Јанош Фелдеши[6]

## Играчи репрезентације
| - Јожеф Такач - Геза Толди - Ференц Хирцер - Иштван Авар - Јене Калмар - Пал Титкош - Алберт Штрек - Елемер Беркеши - Мартон Букови - Карољ Фогл - Лајош Корањи - Јожеф Тураи - Ђула Манди - Габор Обиц |

## Белешка
1. ↑  Први гол Јене Калмара за репрезентацију Мађарске (ФК МТК Хунгариа)